# Remscheid
Remscheid là một thành phố trong bang Nordrhein-Westfalen của nước Đức. Thành phố có diện tích 74,6 km², dân số thời điểm cuối năm 2009 là 112.038 người.